# Reinhard Kammer
Reinhard Kammer (* 1941) ist ein deutscher Japanologe.
Kammer studierte an den Universitäten in Hamburg, München und Bochum Japanologie. Kammer promovierte 1968.  Er lehrte Geschichte und Geistesgeschichte Japans am Ostasien-Institut der Ruhr-Universität Bochum.
Seine Übersetzung  des Buches Tengu geijutsu ron von Shissai (eigt. Issai) Chozan aus dem frühen 18. Jahrhundert ist seine bekannteste Veröffentlichung und erschien in mehreren Sprachen.

## Schriften
- Mimei Ogawa, Reinhard Kammer, Ekkehard May, Telse Todsen: Die wilde Rose, Hamburg 1962
- Mimei Ogawa, Reinhard Kammer: Mondlicht und die Brille, 1963
- Reinhard Kammer: Shissai Chozan und seine Theorie zur Schwertkunst – ein Beitrag zur Geistesgeschichte der Tokugawa-Zeit, Promotionsschrift (Tag der mündlichen Prüfung: 13. Dezember 1968)
- Chozan Niwa, Reinhard Kammer: Die Kunst der Bergdämonen. Das Tengu-geijutsu-ron des Shissai Chozan. Zen-Lehre und Konfuzianismus in der japanischen Schwertkunst, O. W. Barth, Weilheim/Obb. 1969
- Reinhard Kammer: Hoffmann, Johann Joseph. In: Neue Deutsche Biographie (NDB). Band 9, Duncker & Humblot, Berlin 1972, ISBN 3-428-00190-7, S. 426 f. (Digitalisat).
- Reinhard Kammer: Zen in der Kunst, das Schwert zu führen, O.W. Barth-Verlag, Bern/München/Wien 1976, weitere Auflagen 1985, 1986, 1988, 2000 u. 2007, ISBN 3-502-64352-0
- Reinhard Kammer: Zen & Confucius in the Art of Swordsmanship, Routledge & Kegan Paul Ltd., 1978